# Lista över Svenska Akademiens ledamöter
Detta är en lista över Svenska Akademiens samtliga ledamöter genom tiderna.

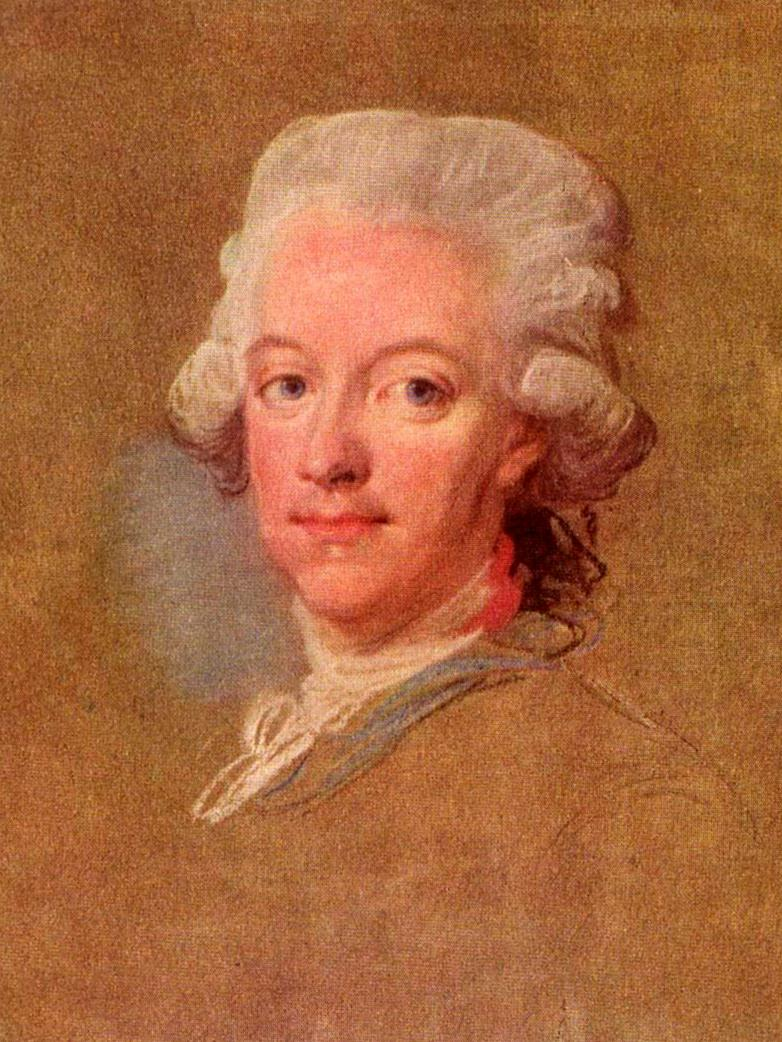
Kung Gustav III porträtterad av Lorens Pasch d.y. vid tiden för Svenska Akademiens instiftande.

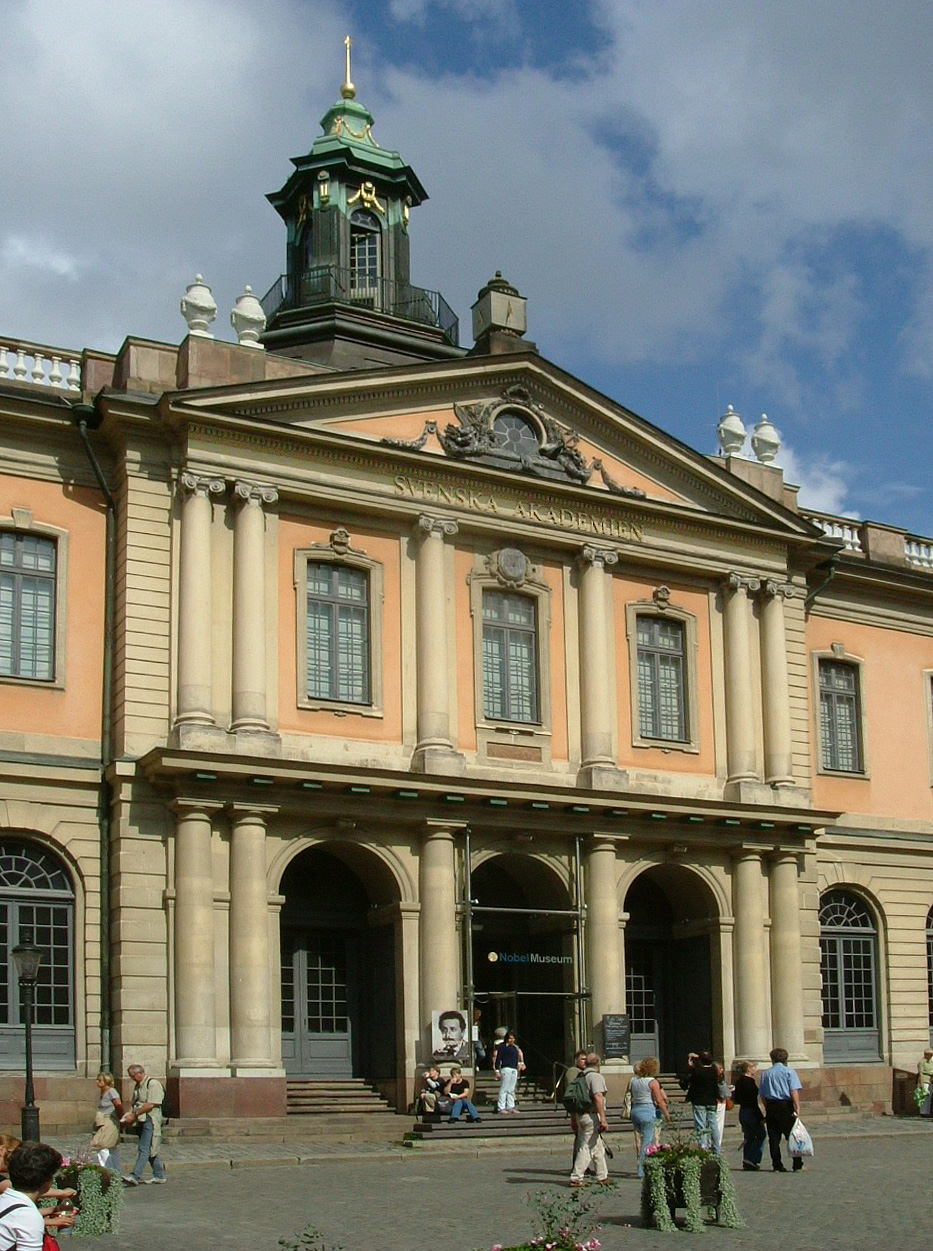
Svenska Akademien sammanträder i Börshuset vid Stortorget i Stockholm.

Svenska Akademien instiftades 1786 av kung Gustav III. Av de första arton ledamöterna valde Gustav III personligen ut tretton, medan övriga fem valdes av de tretton med kungens godkännande. Av dessa ursprungliga avled Carl Fredrik Scheffer den 27 augusti 1786, utan att han hunnit ta inträde i Akademien. Han räknas ändå som akademiledamot (stol 2) och finns med i Svenska Akademiens ledamotsregister.
Efter att en ny ledamot valts in inträder denne i Akademien en tid senare vid en särskild inträdesceremoni. Under 1800-talet uppstod traditionen att låta sådana inträdesceremonier äga rum vid Svenska Akademiens årliga högtidssammankomst. Denna äger efter beslut av Gustav III alltid rum den 20 december. 
Från 1786 till 2018, då Eric M. Runesson, Mats Malm och Jila Mossaed tog inträde, har 194 personer varit ledamöter av Svenska Akademien. Gustaf Mauritz Armfelt satt i Akademien två gånger på två olika stolar men är i denna siffra räknad endast en gång. Siffran inkluderar alltså Scheffer, men inte Albrecht Elof Ihre, vars inval drogs tillbaka 1859 eftersom han efter mer än tio år fortfarande inte tagit inträde. Således har 193 personer (176 män och 17 kvinnor) tagit inträde bland De Aderton. Anders Österling på stol 13 är den som varit ledamot längst tid – 62 år.
Den första kvinnan i Svenska Akademien var författaren Selma Lagerlöf. Hon blev invald på stol 7 den 28 maj 1914, efter att Akademiens stadgar ändrats så att även kvinnor tilläts som ledamöter. Lagerlöf tog formellt inträde i Akademien vid dess högtidssammankomst den 20 december samma år.

## Ledamöter som utträtt
Svenska Akademiens ledamöter väljer själva en ny ledamot när en stol blivit ledig – i regel efter en akademiledamots död. Ledamöterna väljs i princip på livstid. Akademiens stadgar innehöll ursprungligen inga bestämmelser om möjligheten för ledamöter att lämna Akademien. Hållning var att det därmed saknades möjligt att utträda ur Akademien. Den kris som drabbade Svenska Akademien under våren 2018, då flera ledamöter valde att inte längre delta i arbetet, aktualiserade frågan om möjlighet till utträde. Den 2 maj 2018 beslutade kung Carl XVI Gustaf i hovprotokoll om ett tillägg i stadgarna (XI a §), innebärande att en ledamot äger rätt att utträda ur Akademien efter skriftlig anmälan, och att Akademien får besluta att en ledamot som under två års tid inte deltagit i arbetet ska anses ha utträtt.
- 1989 valde tre ledamöter, Werner Aspenström (stol 12), Lars Gyllensten (stol 14) och Kerstin Ekman (stol 15), att inte längre delta som en protest mot Akademiens handlande i Salman Rushdie-affären. Aspenström avled 1997 och Gyllensten 2006. Ekman utträdde ur Akademien vid stadgeändringen 2018.
- 1996 valde Knut Ahnlund (stol 7) att inte längre delta i Akademiens arbete, även han på grund av diskussionerna kring fatwan mot Salman Rushdie. 2005 valde han att betrakta sig som helt utomstående, som en protest mot att Elfriede Jelinek tilldelats Nobelpriset i litteratur 2004. Nobelpriset till Jelinek hade "ödelagt utmärkelsens värde för överskådlig framtid", menade Ahnlund i en debattartikel i Svenska Dagbladet.[2] Ahnlund avled 2012.
- År 2017 meddelade Lotta Lotass (stol 1) att hon sedan 2015 inte längre deltog i Akademiens arbete på grund av att hon mött missnöjda reaktioner mot sitt ledamotskap och sina personliga egenskaper.[3] Enligt Lotass själv var det många som velat se en fortsättning av traditionen att ha en högt uppsatt jurist på stol 1.[4]
- I april 2018 meddelade Klas Östergren (stol 11), Kjell Espmark (stol 16) och Peter Englund (stol 10) att de inte längre deltog i Akademiens arbete. Englund angav som skäl en "oberättigad och orättfärdig" intern kritik mot ständiga sekreteraren Sara Danius.[5] Espmark och Englund återvände dock till akademien året därpå, 2019.[6] Den 12 april 2018 meddelade även Sara Danius och Katarina Frostenson att de inte längre deltog i Akademiens arbete. Den 7 maj 2018 meddelade Svenska Akademien att Lotta Lotass, Klas Östergren, Sara Stridsberg och Kerstin Ekman (som inte hade deltagit i Akademiens arbete sedan 1989) hade utträtt ur Akademien.
- Den 26 februari 2019 lämnade Sara Danius Svenska Akademien.[7] Hon avled den 12 oktober 2019.

## Uteslutna och oräknade
Det har också hänt att ledamöter uteslutits ur Svenska Akademien, nämligen i det inte helt okomplicerade fallet Gustaf Mauritz Armfelt. Han satt på stol 14 som en av de ursprungliga 18 akademiledamöterna, och tog inträde den 13 maj 1786. Armfelt uteslöts ur Akademien den 25 september 1794, sedan han dömts till förlust av liv, ära och gods samma år. Emellertid flydde han till Ryssland och kallades hem igen av Gustav IV Adolf år 1800. Den 4 april 1805 återinkallades Armfelt utan invalsförfarande till Akademien, den här gången på stol 17. Han började delta i Akademiens slutna sammankomster den 23 november 1807, utan att formellt ha tagit inträde. Den 7 oktober 1811 förklarades han inte längre kunna vara akademiledamot, sedan han förvisats från Sverige samma år och inte längre var svensk undersåte. Armfelt är därmed också den ende som suttit på två olika stolar i Svenska Akademien. Han dog 1814.
1881 valde Henning Hamilton på stol 9 att lämna alla de akademier och vittra samfund som han var ledamot i, däribland Svenska Akademien, på grund av den så kallade Hamiltonaffären samma år. Det hade avslöjats att Hamilton förskingrat stora summor pengar. Hamilton avled 1886, men redan 1882, fyra år före Hamiltons död, valde Akademien in Esaias Tegnér den yngre på stol nummer 9 efter Hamilton. Det är dock oklart om Hamilton uteslöts eller lämnade akademien.
Ämbetsmannen Albrecht Elof Ihre invaldes 1848 på stol 3 efter Carl Gustaf von Brinkmans död. Ihre tog aldrig inträde bland De Aderton, och 1859 beslutade Akademien att häva invalet. I stället valdes Johan Börjesson in som ledamot samma år. Han tog inträde 1861. Ihre finns inte med i Svenska Akademiens ledamotsregister.

## Stol 1
| Porträtt                  | Namn                     | Född              | Invald           | Inträdde         | Utträdde         | Död              |
| ------------------------- | ------------------------ | ----------------- | ---------------- | ---------------- | ---------------- | ---------------- |
| Anders Johan von Höpken.  | Anders Johan von Höpken  | 31 mars 1712      | 20 mars 1786     | 5 april 1786     | 9 maj 1789       | 9 maj 1789       |
| Nils Philip Gyldenstolpe. | Nils Philip Gyldenstolpe | 19 februari 1734  | 18 juni 1789     | 11 december 1789 | 20 februari 1810 | 20 februari 1810 |
| Johan Olof Wallin.        | Johan Olof Wallin        | 15 oktober 1779   | 29 mars 1810     | 29 maj 1811      | 30 juni 1839     | 30 juni 1839     |
| Anders Fryxell.           | Anders Fryxell           | 7 februari 1795   | 1 juni 1840      | 23 maj 1841      | 21 mars 1881     | 21 mars 1881     |
| Hans Forssell.            | Hans Forssell            | 14 januari 1843   | 19 maj 1881      | 20 december 1881 | 2 augusti 1901   | 2 augusti 1901   |
| Carl Bildt.               | Carl Bildt               | 15 mars 1850      | 28 november 1901 | 20 juni 1902     | 26 januari 1931  | 26 januari 1931  |
| Birger Wedberg.           | Birger Wedberg           | 28 september 1870 | 23 april 1931    | 20 december 1931 | 2 oktober 1945   | 2 oktober 1945   |
|                           | Birger Ekeberg           | 10 augusti 1880   | 1 november 1945  | 20 december 1945 | 30 november 1968 | 30 november 1968 |
|                           | Sture Petrén             | 3 oktober 1908    | 6 mars 1969      | 20 december 1969 | 13 december 1976 | 13 december 1976 |
|                           | Sten Rudholm             | 27 april 1918     | 10 februari 1977 | 20 december 1977 | 29 november 2008 | 29 november 2008 |
|                           | Lotta Lotass             | 28 februari 1964  | 5 mars 2009      | 20 december 2009 | 7 maj 2018       |                  |
|                           | Eric M. Runesson         | 26 september 1960 | 4 oktober 2018   | 20 december 2018 |                  |                  |

## Stol 2
| Porträtt                   | Namn                      | Född             | Invald            | Inträdde                        | Utträdde          | Död               |
| -------------------------- | ------------------------- | ---------------- | ----------------- | ------------------------------- | ----------------- | ----------------- |
| Carl Fredrik Scheffer.     | Carl Fredrik Scheffer     | 28 april 1715    | 20 mars 1786      | Avled innan han hann ta inträde | 27 augusti 1786   | 27 augusti 1786   |
| Abraham Niclas Edelcrantz. | Abraham Niclas Edelcrantz | 29 juli 1754     | 19 oktober 1786   | 2 december 1786                 | 15 mars 1821      | 15 mars 1821      |
| Carl Peter Hagberg.        | Carl Peter Hagberg        | 22 november 1778 | 1 juni 1821       | 29 oktober 1821                 | 15 september 1841 | 15 september 1841 |
| Erik Fahlcrantz.           | Eric Fahlcrantz           | 30 augusti 1790  | 5 december 1842   | 15 januari 1844                 | 6 augusti 1866    | 6 augusti 1866    |
| Gunnar Wennerberg.         | Gunnar Wennerberg         | 2 oktober 1817   | 6 december 1866   | 20 december 1867                | 24 augusti 1901   | 24 augusti 1901   |
| Claes Annerstedt.          | Claes Annerstedt          | 7 juni 1839      | 28 november 1901  | 20 december 1902                | 20 november 1927  | 20 november 1927  |
| Martin Lamm.               | Martin Lamm               | 22 juni 1880     | 26 april 1928     | 20 december 1928                | 5 maj 1950        | 5 maj 1950        |
| Ingvar Andersson.          | Ingvar Andersson          | 19 mars 1899     | 28 september 1950 | 20 december 1950                | 14 oktober 1974   | 14 oktober 1974   |
|                            | Torgny T:son Segerstedt   | 11 augusti 1908  | 15 maj 1975       | 20 december 1975                | 28 januari 1999   | 28 januari 1999   |
|                            | Bo Ralph                  | 4 oktober 1945   | 5 april 1999      | 20 december 1999                |                   |                   |

## Stol 3
| Porträtt                  | Namn                     | Född              | Invald           | Inträdde         | Utträdde          | Död               |
| ------------------------- | ------------------------ | ----------------- | ---------------- | ---------------- | ----------------- | ----------------- |
| Olof Celsius d.y.         | Olof Celsius d.y.        | 15 december 1716  | 20 mars 1786     | 27 maj 1786      | 15 februari 1794  | 15 februari 1794  |
| Johan Adam Tingstadius.   | Johan Adam Tingstadius   | 8 juli 1748       | 12 juni 1794     | 12 februari 1795 | 10 december 1827  | 10 december 1827  |
| Carl Gustaf von Brinkman. | Carl Gustaf von Brinkman | 25 februari 1764  | 11 februari 1828 | 3 november 1828  | 25 december 1847  | 25 december 1847  |
| Johan Börjesson.          | Johan Börjesson          | 30 augusti 1790   | 1 december 1859  | 19 mars 1861     | 6 maj 1866        | 6 maj 1866        |
| Hans Magnus Melin.        | Hans Magnus Melin        | 14 september 1805 | 14 juni 1866     | 20 december 1866 | 17 november 1877  | 17 november 1877  |
| Carl Gustaf Malmström.    | Carl Gustaf Malmström    | 2 november 1822   | 21 mars 1878     | 20 december 1878 | 12 september 1912 | 12 september 1912 |
| Henrik Schück.            | Henrik Schück            | 2 november 1855   | 16 januari 1913  | 20 december 1913 | 3 oktober 1947    | 3 oktober 1947    |
| H.S. Nyberg               | Henrik Samuel Nyberg     | 28 december 1889  | 26 februari 1948 | 20 december 1948 | 9 februari 1974   | 9 februari 1974   |
|                           | Carl Ivar Ståhle         | 26 juni 1913      | 18 april 1974    | 20 december 1974 | 12 juni 1980      | 12 juni 1980      |
| Sture Allén.              | Sture Allén              | 31 december 1928  | 2 oktober 1980   | 20 december 1980 | 20 juni 2022      | 20 juni 2022      |
|                           | David Håkansson          | 26 november 1978  | 11 maj 2023      | 20 december 2023 |                   |                   |

## Stol 4
| Porträtt                    | Namn                      | Född            | Invald           | Inträdde         | Utträdde          | Död               |
| --------------------------- | ------------------------- | --------------- | ---------------- | ---------------- | ----------------- | ----------------- |
| Johan Henric Kellgren.      | Johan Henric Kellgren     | 1 december 1751 | 20 mars 1786     | 5 april 1786     | 20 april 1795     | 20 april 1795     |
| Johan Stenhammar.           | Johan Stenhammar          | 17 juni 1769    | 4 februari 1797  | 14 mars 1798     | 31 januari 1799   | 31 januari 1799   |
| Claes Adolph Fleming.       | Claes Adolph Fleming      | 24 april 1771   | 25 april 1799    | 23 november 1799 | 12 maj 1831       | 12 maj 1831       |
| Carl Adolph Agardh.         | Carl Adolph Agardh        | 23 januari 1785 | 18 juli 1831     | 22 augusti 1834  | 28 januari 1859   | 28 januari 1859   |
| Fredrik Ferdinand Carlsson. | Fredrik Ferdinand Carlson | 13 juni 1811    | 1 december 1859  | 19 mars 1861     | 18 mars 1887      | 18 mars 1887      |
| Claes Herman Rundgren.      | Claes Herman Rundgren     | 12 augusti 1819 | 26 maj 1887      | 20 december 1887 | 19 september 1906 | 19 september 1906 |
| Ivar Afzelius.              | Ivar Afzelius             | 15 oktober 1848 | 14 februari 1907 | 15 februari 1908 | 30 oktober 1921   | 30 oktober 1921   |
| Tor Hedberg.                | Tor Hedberg               | 23 mars 1862    | 30 mars 1922     | 20 december 1922 | 13 juli 1931      | 13 juli 1931      |
| Sigfrid Siewertz.           | Sigfrid Siwertz           | 24 januari 1882 | 7 april 1932     | 20 december 1932 | 26 november 1970  | 26 november 1970  |
| Lars Forssell.              | Lars Forssell             | 14 januari 1928 | 11 mars 1971     | 20 december 1971 | 26 juli 2007      | 26 juli 2007      |
| Anders Olsson.              | Anders Olsson             | 19 juni 1949    | 21 februari 2008 | 20 december 2008 |                   |                   |

## Stol 5
| Porträtt                 | Namn                    | Född             | Invald            | Inträdde         | Utträdde         | Död              |
| ------------------------ | ----------------------- | ---------------- | ----------------- | ---------------- | ---------------- | ---------------- |
| Matthias von Hermansson. | Matthias von Hermansson | 13 maj 1716      | 20 mars 1786      | 5 april 1786     | 25 juli 1789     | 25 juli 1789     |
| Magnus Lehnberg.         | Magnus Lehnberg         | 22 maj 1758      | 27 augusti 1789   | 17 mars 1790     | 9 december 1808  | 9 december 1808  |
| Jakob Axelsson Lindblom. | Jacob Axelsson Lindblom | 27 juli 1746     | 9 februari 1809   | 8 juli 1809      | 15 februari 1819 | 15 februari 1819 |
| Carl von Rosenstein.     | Carl von Rosenstein     | 13 maj 1766      | 1 april 1819      | 10 april 1820    | 2 december 1836  | 2 december 1836  |
| Jöns Jacob Berzelius.    | Jöns Jacob Berzelius    | 20 augusti 1779  | 18 september 1837 | 20 december 1837 | 7 augusti 1848   | 7 augusti 1848   |
| Johan Erik Rydqvist.     | Johan Erik Rydqvist     | 20 oktober 1800  | 6 augusti 1849    | 20 december 1849 | 17 december 1877 | 17 december 1877 |
| Theodor Wisén.           | Theodor Wisén           | 31 mars 1835     | 29 maj 1878       | 20 december 1878 | 15 februari 1892 | 15 februari 1892 |
| Knut Fredrik Söderwall.  | Knut Fredrik Söderwall  | 1 januari 1842   | 19 maj 1892       | 20 december 1892 | 30 maj 1924      | 30 maj 1924      |
| Axel Kock.               | Axel Kock               | 2 mars 1851      | 13 november 1924  | 20 december 1924 | 18 mars 1935     | 18 mars 1935     |
| Bengt Hesselman          | Bengt Hesselman         | 21 december 1875 | 23 maj 1935       | 20 december 1935 | 6 april 1952     | 6 april 1952     |
|                          | Henry Olsson            | 18 april 1896    | 28 maj 1952       | 20 december 1952 | 11 januari 1985  | 11 januari 1985  |
|                          | Göran Malmqvist         | 6 juni 1924      | 11 april 1985     | 20 december 1985 | 17 oktober 2019  | 17 oktober 2019  |
| Ingrid Carlberg          | Ingrid Carlberg         | 30 november 1961 | 13 oktober 2020   | 20 december 2020 |                  |                  |

## Stol 6
| Porträtt                  | Namn                     | Född              | Invald            | Inträdde         | Utträdde          | Död               |
| ------------------------- | ------------------------ | ----------------- | ----------------- | ---------------- | ----------------- | ----------------- |
| Johan Wingård.            | Johan Wingård            | 19 april 1738     | 20 mars 1786      | 27 maj 1786      | 12 januari 1818   | 12 januari 1818   |
| Adolf Göran Mörner.       | Adolf Göran Mörner       | 27 juli 1773      | 2 april 1818      | 2 mars 1819      | 30 januari 1838   | 30 januari 1838   |
| Anders Abraham Grafström. | Anders Abraham Grafström | 10 januari 1790   | 10 juni 1839      | 26 maj 1840      | 24 juli 1870      | 24 juli 1870      |
| Fredrik August Dahlgren.  | Fredrik August Dahlgren  | 20 september 1816 | 2 mars 1871       | 20 december 1871 | 16 februari 1895  | 16 februari 1895  |
| Hans Hildebrand.          | Hans Hildebrand          | 5 april 1842      | 16 maj 1895       | 20 december 1895 | 2 februari 1913   | 2 februari 1913   |
| Sven Hedin.               | Sven Hedin               | 19 februari 1865  | 22 maj 1913       | 20 december 1913 | 26 november 1952  | 26 november 1952  |
| Sten Selander.            | Sten Selander            | 1 juli 1891       | 23 april 1953     | 20 december 1953 | 8 april 1957      | 8 april 1957      |
| Olle Hedberg.             | Olle Hedberg             | 31 maj 1899       | 19 september 1957 | 20 december 1957 | 20 september 1974 | 20 september 1974 |
| Per Olof Sundman.         | Per Olof Sundman         | 4 september 1922  | 15 maj 1975       | 20 december 1975 | 9 oktober 1992    | 9 oktober 1992    |
| Birgitta Trotzig.         | Birgitta Trotzig         | 11 september 1929 | 11 februari 1993  | 20 december 1993 | 14 maj 2011       | 14 maj 2011       |
| Tomas Riad.               | Tomas Riad               | 15 november 1959  | 29 september 2011 | 20 december 2011 |                   |                   |

## Stol 7
| Porträtt                    | Namn                        | Född              | Invald            | Inträdde         | Utträdde         | Död              |
| --------------------------- | --------------------------- | ----------------- | ----------------- | ---------------- | ---------------- | ---------------- |
| Axel von Fersen.            | Axel von Fersen d.ä.        | 5 april 1719      | 20 mars 1786      | 5 april 1786     | 24 april 1794    | 24 april 1794    |
| Axel Gabriel Silfverstolpe. | Axel Gabriel Silfverstolpe  | 10 augusti 1762   | 12 juni 1794      | 4 mars 1795      | 5 september 1816 | 5 september 1816 |
| Anders Carlsson af Kullberg | Anders Carlsson af Kullberg | 3 augusti 1771    | 27 februari 1817  | 15 november 1817 | 5 maj 1851       | 5 maj 1851       |
| Carl August Hagberg         | Carl August Hagberg         | 7 juli 1810       | 24 november 1851  | 18 maj 1852      | 9 januari 1864   | 9 januari 1864   |
| Wilhelm Erik Svedelius.     | Wilhelm Erik Svedelius      | 5 maj 1816        | 13 oktober 1864   | 20 december 1864 | 26 februari 1889 | 26 februari 1889 |
| Nils Fredrik Sander.        | Nils Fredrik Sander         | 26 september 1828 | 9 maj 1889        | 20 december 1889 | 30 maj 1900      | 30 maj 1900      |
| Albert Theodor Gellerstedt. | Albert Theodor Gellerstedt  | 6 oktober 1836    | 14 februari 1901  | 20 december 1901 | 7 april 1914     | 7 april 1914     |
| Selma Lagerlöf.             | Selma Lagerlöf              | 20 november 1858  | 28 maj 1914       | 20 december 1914 | 16 mars 1940     | 16 mars 1940     |
| Hjalmar Gullberg.           | Hjalmar Gullberg            | 30 maj 1898       | 16 maj 1940       | 20 december 1940 | 19 juli 1961     | 19 juli 1961     |
| Karl Ragnar Gierow.         | Karl Ragnar Gierow          | 2 april 1904      | 28 september 1961 | 20 december 1961 | 30 oktober 1982  | 30 oktober 1982  |
| Knut Ahnlund                | Knut Ahnlund                | 24 maj 1923       | 10 mars 1983      | 20 december 1983 | 28 november 2012 | 28 november 2012 |
|                             | Sara Danius                 | 5 april 1962      | 7 mars 2013       | 20 december 2013 | 26 februari 2019 | 12 oktober 2019  |
|                             | Åsa Wikforss                | 25 juli 1961      | 9 maj 2019        | 20 december 2019 |                  |                  |

## Stol 8
| Porträtt                   | Namn                      | Född             | Invald            | Inträdde         | Utträdde         | Död              |
| -------------------------- | ------------------------- | ---------------- | ----------------- | ---------------- | ---------------- | ---------------- |
| Johan Gabriel Oxenstierna. | Johan Gabriel Oxenstierna | 19 juli 1750     | 20 mars 1786      | 5 april 1786     | 29 juli 1818     | 29 juli 1818     |
| Esaias Tegnér.             | Esaias Tegnér             | 13 november 1782 | 5 november 1818   | 22 juni 1819     | 2 november 1846  | 2 november 1846  |
| Carl Wilhelm Böttiger.     | Carl Wilhelm Böttiger     | 15 maj 1807      | 12 juli 1847      | 18 december 1847 | 22 december 1878 | 22 december 1878 |
| Carl David af Wirsén.      | Carl David af Wirsén      | 9 december 1842  | 20 mars 1879      | 20 december 1879 | 12 juni 1912     | 12 juni 1912     |
| Verner von Heidenstam.     | Verner von Heidenstam     | 6 juli 1859      | 19 september 1912 | 20 december 1912 | 20 maj 1940      | 20 maj 1940      |
| Pär Lagerkvist.            | Pär Lagerkvist            | 23 maj 1891      | 19 september 1940 | 20 december 1940 | 11 juli 1974     | 11 juli 1974     |
| Östen Sjöstrand            | Östen Sjöstrand           | 16 juni 1925     | 15 maj 1975       | 20 december 1975 | 13 maj 2006      | 13 maj 2006      |
|                            | Jesper Svenbro            | 10 mars 1944     | 5 oktober 2006    | 20 december 2006 |                  |                  |

## Stol 9
| Porträtt                 | Namn                    | Född              | Invald            | Inträdde         | Utträdde          | Död               |
| ------------------------ | ----------------------- | ----------------- | ----------------- | ---------------- | ----------------- | ----------------- |
| Gudmund Jöran Adlerbeth. | Gudmund Jöran Adlerbeth | 21 maj 1751       | 20 mars 1786      | 5 april 1786     | 7 oktober 1818    | 7 oktober 1818    |
| Hans Järta.              | Hans Järta              | 11 februari 1774  | 1 april 1819      | 29 november 1826 | 6 april 1847      | 6 april 1847      |
| Carl David Skogman.      | Carl David Skogman      | 26 oktober 1786   | 16 augusti 1847   | 20 december 1848 | 20 februari 1856  | 20 februari 1856  |
| Henning Hamilton.        | Henning Hamilton        | 16 januari 1814   | 2 maj 1856        | 24 januari 1859  | 1881              | 15 januari 1886   |
| Esaias Tegnér d.y.       | Esaias Tegnér d.y.      | 13 januari 1843   | 9 mars 1882       | 20 december 1882 | 21 november 1928  | 21 november 1928  |
| Otto von Friesen.        | Otto von Friesen        | 11 maj 1870       | 16 maj 1929       | 20 december 1929 | 10 september 1942 | 10 september 1942 |
| Einar Löfstedt           | Einar Löfstedt          | 15 juni 1880      | 15 oktober 1942   | 20 december 1942 | 10 juni 1955      | 10 juni 1955      |
|                          | Ture Johannisson        | 26 september 1903 | 29 september 1955 | 20 december 1955 | 16 december 1990  | 16 december 1990  |
|                          | Torgny Lindgren         | 16 juni 1938      | 28 februari 1991  | 20 december 1991 | 16 mars 2017      | 16 mars 2017      |
|                          | Jayne Svenungsson       | 9 december 1973   | 28 september 2017 | 20 december 2017 | 7 november 2018   |                   |
|                          | Ellen Mattson           | 22 september 1962 | 28 mars 2019      | 20 december 2019 |                   |                   |

## Stol 10
| Porträtt                    | Namn                        | Född              | Invald            | Inträdde                                   | Utträdde          | Död               |
| --------------------------- | --------------------------- | ----------------- | ----------------- | ------------------------------------------ | ----------------- | ----------------- |
|                             | Anders af Botin             | 15 mars 1724      | 20 mars 1786      | 5 april 1786                               | 22 september 1790 | 22 september 1790 |
| Christoffer Bogislaus Zibet | Christoffer Bogislaus Zibet | 25 december 1740  | 13 november 1790  | 10 december 1790                           | 16 maj 1809       | 16 maj 1809       |
| Gustaf Lagerbielke          | Gustaf Lagerbielke          | 22 mars 1777      | 17 juni 1809      | 25 september 1819                          | 24 maj 1837       | 24 maj 1837       |
| Carl Fredrik af Wingård.    | Carl Fredrik af Wingård     | 26 september 1781 | 18 september 1837 | 31 maj 1838                                | 19 september 1851 | 19 september 1851 |
| Henrik Reuterdahl.          | Henrik Reuterdahl           | 11 september 1795 | 14 juni 1852      | 20 december 1852                           | 28 juni 1870      | 28 juni 1870      |
| Paulus Genberg              | Paulus Genberg              | 13 april 1811     | 2 mars 1871       | 5 juni 1872                                | 29 september 1875 | 29 september 1875 |
| Carl Snoilsky.              | Carl Snoilsky               | 8 september 1841  | 20 april 1876     | 20 december 1876                           | 19 maj 1903       | 19 maj 1903       |
| Harald Hjärne.              | Harald Hjärne               | 2 maj 1848        | 15 augusti 1903   | 20 december 1903                           | 6 januari 1922    | 6 januari 1922    |
| Fredrik Böök.               | Fredrik Böök                | 12 maj 1883       | 30 mars 1922      | 20 december 1922                           | 2 december 1961   | 2 december 1961   |
| Erik Lönnroth.              | Erik Lönnroth               | 1 augusti 1910    | 17 maj 1962       | 20 december 1962                           | 10 mars 2002      | 10 mars 2002      |
| Peter Englund.              | Peter Englund               | 4 april 1957      | 23 maj 2002       | 20 december 2002, med ett uppehåll 2018/19 |                   |                   |

## Stol 11
| Porträtt              | Namn                 | Född             | Invald           | Inträdde         | Utträdde         | Död              |
| --------------------- | -------------------- | ---------------- | ---------------- | ---------------- | ---------------- | ---------------- |
| Nils von Rosenstein.  | Nils von Rosenstein  | 12 december 1752 | 20 mars 1786     | 5 april 1786     | 7 augusti 1824   | 7 augusti 1824   |
| Lars Magnus Enberg.   | Lars Magnus Enberg   | 3 november 1787  | 11 oktober 1824  | 21 februari 1825 | 20 november 1865 | 20 november 1865 |
| Bror Emil Hildebrand. | Bror Emil Hildebrand | 22 februari 1806 | 14 juni 1866     | 20 december 1866 | 30 augusti 1884  | 30 augusti 1884  |
| Clas Theodor Odhner.  | Clas Theodor Odhner  | 17 juni 1836     | 26 februari 1885 | 20 december 1885 | 11 juni 1904     | 11 juni 1904     |
| Erik Axel Karlfeldt.  | Erik Axel Karlfeldt  | 20 juli 1864     | 14 juli 1904     | 20 december 1904 | 8 april 1931     | 8 april 1931     |
| Torsten Fogelqvist.   | Torsten Fogelqvist   | 25 januari 1880  | 1 oktober 1931   | 20 december 1931 | 23 januari 1941  | 23 januari 1941  |
| Nils Ahnlund.         | Nils Ahnlund         | 23 augusti 1889  | 3 april 1941     | 20 december 1941 | 11 januari 1957  | 11 januari 1957  |
| Eyvind Johnson.       | Eyvind Johnson       | 29 juli 1900     | 11 april 1957    | 20 december 1957 | 25 augusti 1976  | 25 augusti 1976  |
|                       | Ulf Linde            | 15 april 1929    | 10 februari 1977 | 20 december 1977 | 12 oktober 2013  | 12 oktober 2013  |
|                       | Klas Östergren       | 20 februari 1955 | 27 februari 2014 | 20 december 2014 | 7 maj 2018       |                  |
|                       | Mats Malm            | 10 maj 1964      | 18 oktober 2018  | 20 december 2018 |                  |                  |

## Stol 12
| Porträtt                 | Namn                    | Född             | Invald            | Inträdde         | Utträdde          | Död               |
| ------------------------ | ----------------------- | ---------------- | ----------------- | ---------------- | ----------------- | ----------------- |
| Elis Schröderheim.       | Elis Schröderheim       | 26 mars 1747     | 20 mars 1786      | 5 april 1786     | 30 augusti 1795   | 30 augusti 1795   |
|                          | Isac Reinhold Blom      | 27 oktober 1762  | 11 mars 1797      | 25 november 1797 | 6 maj 1826        | 6 maj 1826        |
| Gustaf Fredrik Wirsén.   | Gustaf Fredrik Wirsén   | 21 oktober 1779  | 12 juni 1826      | 26 mars 1827     | 9 december 1827   | 9 december 1827   |
| Bernhard von Beskow.     | Bernhard von Beskow     | 22 april 1796    | 11 februari 1828  | 1 november 1828  | 17 oktober 1868   | 17 oktober 1868   |
|                          | Carl Gustaf Strandberg  | 5 maj 1825       | 3 juni 1869       | 20 december 1869 | 8 februari 1874   | 8 februari 1874   |
| Anders Anderson          | Anders Anderson         | 6 juli 1822      | 18 mars 1875      | 20 december 1875 | 10 september 1892 | 10 september 1892 |
| Adolf Erik Nordenskiöld. | Adolf Erik Nordenskiöld | 18 november 1832 | 27 april 1893     | 20 december 1893 | 12 augusti 1901   | 12 augusti 1901   |
| Gustaf Rexius.           | Gustaf Retzius          | 17 oktober 1842  | 28 november 1901  | 20 juni 1902     | 21 juli 1919      | 21 juli 1919      |
| Adolf Noreen             | Adolf Noreen            | 13 mars 1854     | 2 oktober 1919    | 20 december 1919 | 13 juni 1925      | 13 juni 1925      |
| Bo Bergman.              | Bo Bergman              | 6 oktober 1869   | 24 september 1925 | 20 december 1925 | 17 november 1967  | 17 november 1967  |
| Sten Lindroth            | Sten Lindroth           | 28 december 1914 | 7 mars 1968       | 20 december 1968 | 1 september 1980  | 1 september 1980  |
| Werner Aspenström.       | Werner Aspenström       | 13 november 1918 | 19 mars 1981      | 20 december 1981 | 25 januari 1997   | 25 januari 1997   |
|                          | Per Wästberg            | 20 november 1933 | 17 april 1997     | 20 december 1997 |                   |                   |

## Stol 13
| Porträtt                  | Namn                      | Född             | Invald           | Inträdde         | Utträdde         | Död              |
| ------------------------- | ------------------------- | ---------------- | ---------------- | ---------------- | ---------------- | ---------------- |
| Gustaf Fredrik Gyllenborg | Gustaf Fredrik Gyllenborg | 24 december 1731 | 20 mars 1786     | 5 april 1786     | 30 mars 1808     | 30 mars 1808     |
| Frans Michael Franzén.    | Frans Michael Franzén     | 9 februari 1772  | 5 maj 1808       | 27 november 1811 | 14 augusti 1847  | 14 augusti 1847  |
| Bernhard Elis Malmström   | Bernhard Elis Malmström   | 14 mars 1816     | 26 november 1849 | 18 december 1850 | 21 juni 1865     | 21 juni 1865     |
| Carl Anders Kullberg      | Carl Anders Kullberg      | 26 oktober 1815  | 19 oktober 1865  | 29 maj 1866      | 22 oktober 1897  | 22 oktober 1897  |
| Karl Alfred Melin.        | Karl Alfred Melin         | 11 mars 1849     | 17 februari 1898 | 20 december 1898 | 5 juli 1919      | 5 juli 1919      |
| Anders Österling.         | Anders Österling          | 13 april 1884    | 2 oktober 1919   | 20 december 1919 | 13 december 1981 | 13 december 1981 |
|                           | Gunnel Vallquist          | 19 juni 1918     | 1 april 1982     | 20 december 1982 | 11 januari 2016  | 11 januari 2016  |
| Sara Stridsberg.          | Sara Stridsberg           | 29 augusti 1972  | 12 maj 2016      | 20 december 2016 | 7 maj 2018       |                  |
|                           | Anne Swärd                | 16 februari 1969 | 28 mars 2019     | 20 december 2019 |                  |                  |

## Stol 14
| Porträtt                | Namn                                      | Född              | Invald          | Inträdde         | Utträdde          | Död              |
| ----------------------- | ----------------------------------------- | ----------------- | --------------- | ---------------- | ----------------- | ---------------- |
| Gustaf Mauritz Armfelt. | Gustaf Mauritz Armfelt (Se även stol 17.) | 31 mars 1757      | 12 april 1786   | 13 maj 1786      | 25 september 1794 | 19 augusti 1814  |
|                         | Malte Ramel                               | 27 maj 1747       | 7 januari 1797  | 30 april 1802    | 31 januari 1824   | 31 januari 1824  |
| Erik Gustaf Geijer.     | Erik Gustaf Geijer                        | 12 januari 1783   | 1 april 1824    | 15 januari 1826  | 23 april 1847     | 23 april 1847    |
| Elias Fries.            | Elias Fries                               | 15 augusti 1794   | 12 juli 1847    | 2 december 1847  | 8 februari 1878   | 8 februari 1878  |
| Carl Rupert Nyblom.     | Carl Rupert Nyblom                        | 29 mars 1832      | 20 mars 1879    | 20 december 1879 | 30 maj 1907       | 30 maj 1907      |
| Per Hallström.          | Per Hallström                             | 29 september 1866 | 12 mars 1908    | 20 december 1908 | 18 februari 1960  | 18 februari 1960 |
| Ragnar Josephson        | Ragnar Josephson                          | 8 mars 1891       | 12 maj 1960     | 20 december 1960 | 27 mars 1966      | 27 mars 1966     |
| Lars Gyllensten         | Lars Gyllensten                           | 12 november 1921  | 26 maj 1966     | 20 december 1966 | 26 maj 2006       | 26 maj 2006      |
|                         | Kristina Lugn                             | 14 november 1948  | 5 oktober 2006  | 20 december 2006 | 9 maj 2020        | 9 maj 2020       |
| Steve Sem-Sandberg      | Steve Sem-Sandberg                        | 16 augusti 1958   | 13 oktober 2020 | 20 december 2020 |                   |                  |

## Stol 15
| Porträtt               | Namn                  | Född             | Invald           | Inträdde         | Utträdde         | Död              |
| ---------------------- | --------------------- | ---------------- | ---------------- | ---------------- | ---------------- | ---------------- |
| Carl Gustaf Nordin.    | Carl Gustaf Nordin    | 2 januari 1749   | 22 april 1786    | 13 maj 1786      | 14 mars 1812     | 14 mars 1812     |
| Carl Birger Rutström   | Carl Birger Rutström  | 22 november 1758 | 2 maj 1812       | 2 december 1813  | 13 april 1826    | 13 april 1826    |
| Johan David Valerius.  | Johan David Valerius  | 13 januari 1776  | 1 juni 1826      | 29 november 1826 | 4 augusti 1852   | 4 augusti 1852   |
| Ludvig Manderström     | Ludvig Manderström    | 22 januari 1806  | 22 november 1852 | 20 december 1853 | 18 augusti 1873  | 18 augusti 1873  |
| Anton Niklas Sundberg. | Anton Niklas Sundberg | 27 maj 1818      | 5 februari 1874  | 20 december 1874 | 2 februari 1900  | 2 februari 1900  |
| Gottfrid Billing.      | Gottfrid Billing      | 29 april 1841    | 31 maj 1900      | 20 december 1900 | 14 januari 1925  | 14 januari 1925  |
| Hans Larsson.          | Hans Larsson          | 18 februari 1862 | 16 april 1925    | 20 december 1925 | 16 februari 1944 | 16 februari 1944 |
| Elin Wägner.           | Elin Wägner           | 16 maj 1882      | 25 maj 1944      | 20 december 1944 | 7 januari 1949   | 7 januari 1949   |
| Harry Martinsson.      | Harry Martinson       | 6 maj 1904       | 17 mars 1949     | 20 december 1949 | 11 februari 1978 | 11 februari 1978 |
| Kerstin Ekman.         | Kerstin Ekman         | 27 augusti 1933  | 20 april 1978    | 20 december 1978 | 7 maj 2018       |                  |
| Jila Mossaed.          | Jila Mossaed          | 4 april 1948     | 4 oktober 2018   | 20 december 2018 |                  |                  |

## Stol 16
| Porträtt                | Namn                   | Född              | Invald          | Inträdde                                   | Utträdde          | Död               |
| ----------------------- | ---------------------- | ----------------- | --------------- | ------------------------------------------ | ----------------- | ----------------- |
| Carl Gustaf af Leopold. | Carl Gustaf af Leopold | 3 april 1756      | 1 juni 1786     | 21 juni 1786                               | 9 november 1829   | 9 november 1829   |
| Samuel Grubbe.          | Samuel Grubbe          | 19 februari 1786  | 25 januari 1830 | 20 november 1830                           | 6 november 1853   | 6 november 1853   |
| Israel Hwasser.         | Israel Hwasser         | 17 september 1790 | 3 juli 1854     | 20 december 1854                           | 11 maj 1860       | 11 maj 1860       |
| C.V.A. Strandberg.      | Carl Strandberg        | 16 januari 1818   | 27 mars 1862    | 20 december 1862                           | 5 februari 1877   | 5 februari 1877   |
| Viktor Rydberg.         | Viktor Rydberg         | 18 december 1828  | 26 april 1877   | 22 maj 1878                                | 21 september 1895 | 21 september 1895 |
| Waldemar Rudin.         | Waldemar Rudin         | 20 juli 1833      | 26 mars 1896    | 20 december 1896                           | 2 januari 1921    | 2 januari 1921    |
| Nathan Söderblom.       | Nathan Söderblom       | 15 januari 1866   | 17 mars 1921    | 20 december 1921                           | 12 juli 1931      | 12 juli 1931      |
| Tor Andræ.              | Tor Andræ              | 9 juli 1885       | 7 april 1932    | 20 december 1932                           | 24 februari 1947  | 24 februari 1947  |
|                         | Elias Wessén           | 15 april 1889     | 22 maj 1947     | 20 december 1947                           | 30 januari 1981   | 30 januari 1981   |
|                         | Kjell Espmark          | 19 februari 1930  | 5 mars 1981     | 20 december 1981, med ett uppehåll 2018/19 | 18 september 2022 | 18 september 2022 |
|                         | Anna-Karin Palm        | 17 mars 1961      | 11 maj 2023     | 20 december 2023                           |                   |                   |

## Stol 17
| Porträtt                  | Namn                                      | Född             | Invald            | Inträdde         | Utträdde          | Död               |
| ------------------------- | ----------------------------------------- | ---------------- | ----------------- | ---------------- | ----------------- | ----------------- |
| Johan Murberg.            | Johan Murberg                             | 4 december 1734  | 14 april 1787     | 13 maj 1787      | 27 mars 1805      | 27 mars 1805      |
| Gustaf Mauritz Armfelt.   | Gustaf Mauritz Armfelt (Se även stol 14.) | 31 mars 1757     | 4 april 1805      | 23 november 1807 | 19 augusti 1814   | 19 augusti 1814   |
| Gustaf af Wetterstedt.    | Gustaf af Wetterstedt                     | 29 december 1776 | 16 november 1811  | 16 december 1811 | 15 maj 1837       | 15 maj 1837       |
| Anders Magnus Strinnholm. | Anders Magnus Strinnholm                  | 25 november 1786 | 18 september 1837 | 20 december 1838 | 18 januari 1862   | 18 januari 1862   |
| Louis De Geer.            | Louis De Geer                             | 18 juli 1818     | 27 mars 1862      | 20 december 1862 | 24 september 1896 | 24 september 1896 |
| Pehr von Ehrenheim.       | Pehr von Ehrenheim                        | 4 augusti 1823   | 18 mars 1897      | 20 december 1897 | 20 mars 1918      | 20 mars 1918      |
| Hjalmar Hammarskjöld.     | Hjalmar Hammarskjöld                      | 4 februari 1862  | 23 maj 1918       | 20 december 1918 | 12 oktober 1953   | 12 oktober 1953   |
| Dag Hammarskjöld.         | Dag Hammarskjöld                          | 29 juli 1905     | 18 mars 1954      | 20 december 1954 | 17 september 1961 | 17 september 1961 |
| Erik Lindegren.           | Erik Lindegren                            | 5 augusti 1910   | 12 april 1962     | 20 december 1962 | 31 maj 1968       | 31 maj 1968       |
| Johannes Edfelt.          | Johannes Edfelt                           | 21 december 1904 | 6 mars 1969       | 20 december 1969 | 27 augusti 1997   | 27 augusti 1997   |
| Horace Engdahl.           | Horace Engdahl                            | 30 december 1948 | 16 oktober 1997   | 20 december 1997 |                   |                   |

## Stol 18
| Porträtt                     | Namn                         | Född              | Invald           | Inträdde         | Utträdde         | Död              |
| ---------------------------- | ---------------------------- | ----------------- | ---------------- | ---------------- | ---------------- | ---------------- |
| Nils Lorens Sjöberg.         | Nils Lorens Sjöberg          | 4 december 1754   | 14 april 1787    | 13 maj 1787      | 13 mars 1822     | 13 mars 1822     |
| Anders Fredrik Skjöldebrand. | Anders Fredrik Skjöldebrand  | 14 juli 1757      | 6 juni 1822      | 21 oktober 1822  | 23 augusti 1834  | 23 augusti 1834  |
| Pehr Henrik Ling.            | Pehr Henrik Ling             | 15 november 1776  | 12 januari 1835  | 27 juni 1835     | 3 maj 1839       | 3 maj 1839       |
| Per Daniel Amadeus Atterbom. | Per Daniel Amadeus Atterbom  | 19 januari 1790   | 10 juni 1839     | 29 maj 1840      | 21 juli 1855     | 21 juli 1855     |
| Johan Henrik Thomander.      | Johan Henrik Thomander       | 16 juni 1798      | 22 november 1855 | 29 maj 1857      | 9 juli 1865      | 9 juli 1865      |
| Gustaf Ljunggren.            | Gustaf Ljunggren             | 6 mars 1823       | 19 oktober 1865  | 29 maj 1866      | 31 augusti 1905  | 31 augusti 1905  |
| Vitalis Norström.            | Vitalis Norström             | 29 januari 1856   | 14 februari 1907 | 20 juni 1907     | 29 november 1916 | 29 november 1916 |
| Oscar Montelius.             | Oscar Montelius              | 9 september 1843  | 12 april 1917    | 20 december 1917 | 4 november 1921  | 4 november 1921  |
| Albert Engström.             | Albert Engström              | 12 maj 1869       | 30 mars 1922     | 20 december 1922 | 16 november 1940 | 16 november 1940 |
| Gunnar Mascoll Silverstolpe. | Gunnar Mascoll Silfverstolpe | 21 januari 1893   | 3 april 1941     | 20 december 1941 | 26 juni 1942     | 26 juni 1942     |
| Gustaf Hellström.            | Gustaf Hellström             | 28 augusti 1882   | 15 oktober 1942  | 20 december 1942 | 27 februari 1953 | 27 februari 1953 |
| Bertil Malmberg.             | Bertil Malmberg              | 13 augusti 1889   | 23 april 1953    | 20 december 1953 | 11 februari 1958 | 11 februari 1958 |
| Gunnar Ekelöf.               | Gunnar Ekelöf                | 15 september 1907 | 17 april 1958    | 20 december 1958 | 16 mars 1968     | 16 mars 1968     |
| Artur Lundkvist.             | Artur Lundkvist              | 3 mars 1906       | 2 maj 1968       | 20 december 1968 | 11 december 1991 | 11 december 1991 |
| Katarina Frostenson          | Katarina Frostenson          | 5 mars 1953       | 27 februari 1992 | 20 december 1992 | 18 januari 2019  |                  |
| Tua Forsström                | Tua Forsström                | 2 april 1947      | 12 februari 2019 | 20 december 2019 | 20 december 2024 |                  |

## Källhänvisningar
1. ↑  ”Ledamotsregister”. Svenska Akademien. http://www.svenskaakademien.se/svenska-akademien/ledamotsregister. Läst 20 januari 2012.
2. ↑  Ahnlund, Knut (11 oktober 2005): Knut Ahnlund: ”Efter Jelinek är priset ödelagt”, läst 14 januari 2012.
3. ↑  ”Lotta Lotass lämnade Svenska Akademien - för två år sedan”. Dagens Nyheter. 25 november 2017. https://www.dn.se/dnbok/lotta-lotass-lamnade-svenska-akademien-for-tva-ar-sedan/.
4. ↑  http://www.bt.se/kultur/darfor-lamnade-lotta-lotass-svenska-akademien/
5. ↑  Nytt avhopp: Peter Englund lämnar Akademien, Sveriges Television. Publicerat och läst den 6 april 2018.
6. ↑  Monica Anjefelt (18 september 2022). ”Kjell Espmark tog flera strider under sin tid i Svenska Akademien”. svt nyheter / Kultur. https://www.svt.se/kultur/kjell-espmark-tog-flera-strider-under-sin-tid-i-svenska-akademien.
7. ↑  ”Sara Danius lämnar Svenska Akademien”. Pressmeddelande. svenskaakademien.se. 26 februari 2019. https://www.svenskaakademien.se/press/sara-danius-lamnar-svenska-akademien. Läst 26 februari 2019.
8. ↑  Svenska Akademiens ledamotsregister, stol 9
9. ↑  Malm, Victor. "Svenska Akademien – en bostadsrättsförening?", Expressen. Publicerad 5 januari 2025. Läst 11 januari 2025.